# Francis Guerrero
Francisco Javier Guerrero Martín, meglio noto come Francis Guerrero (Coín, 11 marzo 1996), è un calciatore spagnolo, difensore svincolato.

## Carriera
Arrivato nel settore giovanile del Real Betis nel 2014, ha debuttato con la prima squadra il 20 agosto 2017, nella partita persa per 2-0 contro il Barcellona.

## Statistiche

### Presenze e reti nei club
Statistiche aggiornate al 21 gennaio 2018.
| Stagione        | Squadra         | Campionato      | Campionato | Campionato | Coppe nazionali | Coppe nazionali | Coppe nazionali | Coppe continentali | Coppe continentali | Coppe continentali | Altre coppe | Altre coppe | Altre coppe | Totale | Totale |
| Stagione        | Squadra         | Comp            | Pres       | Reti       | Comp            | Pres            | Reti            | Comp               | Pres               | Reti               | Comp        | Pres        | Reti        | Pres   | Reti   |
| --------------- | --------------- | --------------- | ---------- | ---------- | --------------- | --------------- | --------------- | ------------------ | ------------------ | ------------------ | ----------- | ----------- | ----------- | ------ | ------ |
| 2017-2018       | Betis Siviglia  | PD              | 7          | 0          | CR              | -               | -               | -                  | -                  | -                  | -           | -           | -           | 7      | 0      |
| Totale carriera | Totale carriera | Totale carriera | 7          | 0          |                 | -               | -               |                    | -                  | -                  |             | -           | -           | 7      | 0      |